# Via ciclista del Ter
La via ciclista del Ter és un projecte de via ciclable que dona continuïtat a la ruta del Ferro i del Carbó, existent entre Ripoll i Sant Joan de les Abadesses, fins a Setcases, amb 26 km de trams. Es preveu que, un cop completada, haurà comportat una inversió global entorn als 10 MEUR. A data setembre de 2024 hi ha diversos trams en servei i estan finalitzats els trams Sant Joan de les Abadesses - pont del Reixac; pont de Perella - Sant Pau Segúries; camí del càmping/Pont de les Rocasses -Camprodon i Camprodon-Llanars.
Es preveu que aquesta via enllaci també amb la ruta cicloturística transfronterera Pirinexus i amb la nova connexió en desenvolupament entre Sant Joan de les Abadesses i Olot, que donarà continuïtat a la Ruta del Carrilet.
El projecte de desenvolupament forma part de l’Estratègia Catalana de la Bicicleta 2025 i de les polítiques de promoció d’una mobilitat descarbonitzada i activa. L’ampliació de la xarxa de vies per a ciclistes –i també vianants– vol facilitar tant els desplaçaments de mobilitat quotidiana com respondre a les necessitats de lleure.